# Pichanaqui
Pichanaqui (auch Bajo Pichanaqui; alternative Schreibweise: Pichanaki) ist eine Stadt in der Provinz Chanchamayo in der Region Junín in Zentral-Peru. Sie ist Verwaltungssitz des gleichnamigen Distriktes. Die Stadt hatte beim Zensus 2017 eine Bevölkerung von 20.689 Einwohnern. Zusammen mit dem angrenzenden im Distrikt Perené gelegenen Vorort Santa Rosa bildet Pichanaqui einen Ballungsraum mit über 41.000 Einwohnern (Stand 2017).

## Ortslage
Die Stadt befindet sich in den östlichen Ausläufern der peruanischen Zentralkordillere. Sie liegt auf einer Höhe von 510 m am rechten Flussufer des Río Perené. Der Río Pichanaqui mündet bei Pichanaqui in den Río Perené. Durch Pichanaqui verläuft die Straße von La Merced nach Satipo.